# Коле Јавера (Фрозиноне)
Коле Јавера је насеље у Италији у округу Фрозиноне, региону Лацио.
Према процени из 2011. у насељу је живело 61 становника. Насеље се налази на надморској висини од 419 м.